# Thomas Samuelsson
Thomas Samuelsson är en fiktiv person i böckerna om Annika Bengtzon av Liza Marklund. I Paradiset jobbar han som socialkamrer i Vaxholms Kommun. När han träffar Annika Bengtzon, så skaffar han barn med henne. Han var då otrogen mot sin fru Eleonor. I Sprängaren hade han redan två barn. Han figurerar även i böckerna Prime Time, Studio Sex, Den röda vargen, Livstid och En plats i solen.